# Ischnocoelia ecclesiastica
Ischnocoelia ecclesiastica är en stekelart som först beskrevs av Rayment 1954.  Ischnocoelia ecclesiastica ingår i släktet Ischnocoelia och familjen Eumenidae. Inga underarter finns listade i Catalogue of Life.